# موتلو (بایبورد)
موتلو {{ترکی|Mutlu) (به ارمنی: Վարինջա) (به کردی: Varicne) یک منطقهٔ مسکونی در ترکیه است که در بایبورد واقع شده‌است. موتلو ۵۶۷ نفر جمعیت دارد.